# Бостон (ткань)
Босто́н (фр. boston от названия города Бостон) — чистошерстяная ткань саржевого переплетения, вырабатываемая из гребенной мериносовой пряжи средних и высоких номеров (тонкой), скрученной в 2 и более нитей.
Бостон выпускается главным образом гладкоокрашенным в тёмные цвета: синий, чёрный, коричневый.
Отличается повышенной износостойкостью.